# Liste der Naturdenkmale in Nalbach
Die Liste der Naturdenkmale in Nalbach nennt die auf dem Gebiet der Gemeinde Nalbach im Landkreis Saarlouis im Saarland gelegenen Naturdenkmale.

## Naturdenkmale
| Bild | Bezeichnung | Ort                                                                       | Beschreibung                                                              | Art                | Nr.        |
| ---- | ----------- | ------------------------------------------------------------------------- | ------------------------------------------------------------------------- | ------------------ | ---------- |
| BW   | Weißdorn    | Nalbach Körprich Ecke Dorfstraße/Kleeberg 49° 23′ 9,6″ N, 6° 49′ 39,4″ O) | Etwa 180–200 Jahre alter Weißdorn, 6–7 m hoch, Kronendurchmesser 10–11 m. | Crataegus monogyna | D 3.05.001 |

## Belege
1. ↑  
Nalbach. auf: www.naturschutzdaten.saarland.de. Landesamt für Umwelt- und Arbeitsschutz, abgerufen am 12. September 2017.
2. ↑  
Verordnung über das Naturdenkmal „Weißdorn“ in der Gemeinde Nalbach Gemeindebezirk Körprich. Vom 15. Oktober 1993. (PDF) In: Amtsblatt des Saarlandes vom 19. November 1993. Der Landrat in Saarlouis - Untere Naturschutzbehörde -, 19. November 1993, abgerufen am 12. September 2017.

- Karte mit allen Koordinaten:
- OSM |
- WikiMap